# Iclănzel
Iclănzel (in ungherese Kisikland) è un comune della Romania di 2248 abitanti, ubicato nel distretto di Mureș, nella regione storica della Transilvania. 
Il comune è formato dall'unione di 11 villaggi: Căpușu de Câmpie, Chisălița, După Deal, Fânațe, Fânațele Căpușului, Ghidașteu, Iclandu Mare, Iclănzel, Mădărășeni, Tăblășeni, Valea Iclandului.